# کوماسی
کوماسی (به لاتین: Kumasi) یک شهر در غنا است که در منطقه آشانتی واقع شده‌است.

## خصوصیات
کوماسی ۲۵۴ کیلومترمربع مساحت و ۲٬۰۶۹٬۳۵۰ نفر جمعیت دارد و ۲۵۰ متر بالاتر از سطح دریا واقع شده‌است.

## خواهرخوانده
شهرهای آبیجان، Treichville، آتلانتا، آلمیره، شارلوت، کارولینای شمالی، کیچنر، نیوآرک، نیوجرسی، City of Tshwane Metropolitan Municipality و وینستون-سیلم خواهرخوانده‌های کوماسی هستند.